# Анари сир
Анари (грч. αναρή, тур. nor) је сир произведен на Кипру. Иако много мање познат од других кипарских сирева (нпр. халуми), стекао је популарност након публицитета. Један од главних индустријских произвођача на острву освојио је сребрну медаљу за анари на Светским наградама за сир 2005. у Великој Британији. 

## Производња
Сурутка која се користи је обично у процесу производње других тврђих сирева, обично сирева халуми или кефалотири.  Сурутка се постепено загрева у великој посуди за кување. На овој температури може се додати мала количина козјег или овчијег млека да би се побољшао квалитет крајњег производа. Температура се затим повећава до тачке кључања, док се меша. На 80–85 °C почињу да се формирају мале мрвичасте груде анарија које се скидају са површине помоћу кашике или цедила. Стављају се у посуду која омогућава даљу дренажу, а затим секу на коцке од отприлике 10 цм стране.  Не рачунајући дренажу, горњи процес траје отприлике један сат.

## Варијанте
Анари има изглед креде беле боје са веома меком конзистенцијом, на много начина сличан мицитри или рикоти. Често се додаје со и производ суши благим загревањем (у давна времена само је остављен на сунцу) и даљим сазревањем да се добије изузетно тврда варијанта.

## Употреба
- Ако није намењен за каљење, анари се мора конзумирати убрзо након производње јер је веома кварљив. Већина локалног становништва ће га конзумирати за доручак помешан са сирупима (обично на бази рогача) или медом.
- Бурекија је традиционално кипарско јело од пецива препуно разних пуњења на бази анарија (сланих и слатких).
- Чизкејкови су слични бурекији, али уместо њих имају поклопац од фило пецива.
- Суви анари је сувише тврд за сечење и стога се увек нариба и користи за украшавање јела од тестенине или згушњавање сосова. Такође се користи за прављење флауна (Φλαουνες) традиционалног пецива са сувим анаријем који се припрема за православни Ускрс.

## Нутритивне чињенице
100 г комерцијално произведеног свежег анарија има типичан састав: 
| Масти          | 15 г     |
| Угљени хидрати | 2 г      |
| Протеини       | 11 г     |
| холестерол     | 80 мг    |
| Енергија       | 195 kcal |